# デイヴィッド・アーモンド
デイヴィッド・アーモンド（David Almond、1951年5月15日 - ）は、イギリスの児童文学作家。

## 経歴
イングランドのニューキャッスル出身。
教員などの仕事を経験した後、1998年に最初の児童文学作品である『肩胛骨は翼のなごり』を発表し、カーネギー賞を受賞する。
2010年国際アンデルセン賞を受賞。
現在はノーサンバーランドに住む。

## 作品
イギリスの風土、土の匂い、水の冷たさ、風の乾き具合を的確に現す描写力に優れる。
- 『肩胛骨は翼のなごり』（Skellig(1998)、山田順子、東京創元社） 2000
- 『闇の底のシルキー』（Kit's Wildness(1999)、山田順子、東京創元社） 2001
- 『秘密の心臓』（Secret Heart(2002)、山田順子、東京創元社） 2001
- 『ヘヴンアイズ』（Heaven Eyes(2001)、金原瑞人訳、河出書房新社）  2003、のち新装版 2010
- 『星を数えて』（Counting Stars(2002)、金原瑞人訳、河出書房新社）2006  - 短編集
- 『火を喰う者たち』（The Fire-Eaters(2003)、金原瑞人訳、河出書房新社） 2005
- 『クレイ』（Clay(2005)、金原瑞人訳、河出書房新社） 2007
- 『パパはバードマン』（My Dad's a Birdman(2007)、ポリー・ダンバー絵、金原瑞人訳、フレーベル館） 2011
- 『ミナの物語』（My Name is Mina(2010)、山田順子訳、東京創元社） 2012
- 『ポケットのなかの天使』（The Tale of Angelino Brown(2017)、山田順子訳、東京創元社） 2018